# Villingeskogen
Villingeskogen este o arie protejată (arie specială de conservare — SAC, sit de importanță comunitară — SCI) din Suedia întinsă pe o suprafață de 29,5 ha, integral pe uscat.

## Localizare
Centrul sitului Villingeskogen este situat la coordonatele 60°04′45″N 16°44′27″E / 60.0793°N 16.7409°E.

## Înființare
Situl Villingeskogen a fost declarat sit de importanță comunitară în ianuarie 1997 pentru a proteja 1 specie de plante. Situl a fost protejat și ca arie specială de conservare în martie 2011.

## Biodiversitate
Situată în ecoregiunea boreală, aria protejată conține 2 habitate naturale: Taiga vestică, Păduri caducifoliate de mlaștină fino-scandinave.
La baza desemnării sitului se află o specie protejată de  plante: Herzogiella turfacea.